# アイエムエフ
アイエムエフは、新潟県魚沼市の映像制作会社である。
平成元年創業。2006年に株式会社化された。